# Boris Becker
Boris Franz Becker (Leimen, 22 de noviembre de 1967) es un extenista alemán ganador de seis torneos de Grand Slam.
El 7 de julio de 1985 se convirtió en el primer jugador que no era cabeza de serie, el primer alemán y el más joven (17 años y 7 meses) en ganar Wimbledon. 
Becker ganó 49 torneos individuales y 15 dobles. En individuales, el tenista obtuvo seis títulos de Grand Slam: Wimbledon en 1985, 1986 y 1989, el Abierto de Australia en 1991 y 1996, y el Abierto de los Estados Unidos de 1989. En Grand Slam alcanzó 10 finales y 18 semifinales, tres de ellas en Roland Garros.
Obtuvo 13 títulos de Grand Prix Championship Series / ATP Masters Series, todos en pista dura, además de 21 finales. Además obtuvo tres títulos en el Masters Grand Prix / ATP Tour World Championships de 1988, 1992 y 1995.
Por otra parte, ganó la Copa Davis 1988 y 1989 con la selección alemana. También ganó la medalla de oro en dobles masculino en los Juegos Olímpicos de Barcelona de 1992 junto a Michael Stich. Fue número 1 en el ranking ATP durante 12 semanas en 1991. Las ganancias por su carrera suman un total de 25 millones de dólares.
Después de su retirada Becker fue comentarista de tenis en la cadena británica BBC entre 2002 y 2013. Desde la temporada 2014 hasta 2016 fue el entrenador del tenista Novak Djokovic.
Becker ha jugado en el Senior ATP Tour. Su autobiografía completa fue publicada en noviembre de 2003. Es miembro de la International Tennis Hall of Fame en Newport, Rhode Island.

## Vida privada
Es el segundo hijo de un arquitecto que construyó el lugar en donde Becker y Steffi Graf jugaban al tenis cuando eran pequeños. 
El 17 de diciembre de 1993 se casó con Barbara Feltus. Antes de contraer matrimonio, ambos impactaron al país por posar desnudos para la portada de la revista "Stern", aunque más tarde se convirtieron en el modelo para una "Nueva Alemania". Becker se ganó el respeto de sus compatriotas por su postura contra el racismo y la intolerancia.

### Problemas legales
Los problemas legales comenzaron para el tenista alemán cuando pidió a Barbara separarse. Becker dijo que sólo quería tomarse un tiempo, pero ella viajó a Miami, Estados Unidos junto a sus hijos Noah y Elias y completó una petición de divorcio en la Corte, evitando su acuerdo prematrimonial el cual le otorgaba 2,5 millones de dólares de beneficio. En enero de 2001, la audiencia previa al juicio se transmitió por toda Alemania. Boris le concedió el divorcio el 5 de enero de 2001; llegando a un arreglo por 14,4 millones de dólares, una propiedad en Florida (Estados Unidos) y la custodia de sus dos hijos.
Tras dejar el tenis se vio envuelto en diversos escándalos. En el año 2000 fue víctima de una «paternidad forzada» por parte de la modelo Angelika Ermakova, que voluntariamente le hizo una felación. Posteriormente usó el semen fraudulentamente para hacerse una inseminación y tener a su hija Anna, obviamente sin consentimiento del extenista. El 8 de febrero de 2001 los resultados de unas pruebas de ADN le hicieron tener que reconocer la paternidad de Anna (nacida el 22 de marzo de 2000), hija de Angela Ermakova. En un primer momento él negó la paternidad, y sus abogados sugirieron que Ermakova formaba parte de un chantaje armado por la mafia rusa. En julio de 2001, acordó pagarle a la modelo cinco millones de dólares.
También fue acusado de evasión de impuestos el 24 de octubre de 2002, cuando admitió que vivió en Alemania desde 1991 hasta 1993, a la vez que declaraba vivir en el paraíso fiscal de Mónaco. Fue dejado bajo libertad condicional durante dos años, multado por 500 000 dólares y se le ordenó pagar todos los gastos de la corte.
En junio de 2017, Becker fue declarado en bancarrota por un tribunal británico.
El 29 de abril de 2022, fue condenado a dos años y medio de cárcel por ocultar 3 millones de euros (unos 3 150 000 dólares), por ocultar activos y préstamos en el diferendo legal por la quiebra que tuvo el tenista alemán. Fue puesto en libertad el 15 de diciembre de 2022 tras 8 meses estando en la cárcel, pero será deportado en los próximos días[¿cuándo?] del Reino Unido. El 19 de febrero de 2023, hizo su reaparición pública en la Berlinale para presentar un documental sobre sus logros deportivos.
En mayo de 2024, un juez  determinó que el exjugador podía salir de la bancarrota.

## Clasificación histórica
|                                        | Alemania Occidental                                 | Alemania Occidental                                 | Alemania Occidental                                 | Alemania Occidental                                 | Alemania Occidental                                 | Alemania Occidental                                 | Alemania Occidental | Alemania     | Alemania     | Alemania     | Alemania     | Alemania     | Alemania     | Alemania     | Alemania     | Alemania     |        |        |  |
| Tournament                             | 1984                                                | 1985                                                | 1986                                                | 1987                                                | 1988                                                | 1989                                                | 1990                | 1991         | 1992         | 1993         | 1994         | 1995         | 1996         | 1997         | 1998         | 1999         | SR     | W–L    |  |
| Torneos Grand Slam                     |                                                     |                                                     |                                                     |                                                     |                                                     |                                                     |                     |              |              |              |              |              |              |              |              |              |        |        |  |
| Abierto de Australia                   | CF                                                  | 2R                                                  | NC                                                  | 4R                                                  | A                                                   | 4R                                                  | CF                  | G            | 3R           | 1R           | A            | 1R           | G            | 1R           | A            | A            | 2 / 11 | 29–9   |  |
| Torneo de Roland Garros                | A                                                   | 2R                                                  | CF                                                  | SF                                                  | 4R                                                  | SF                                                  | 1R                  | SF           | A            | 2R           | A            | 3R           | A            | A            | A            | A            | 0 / 9  | 26–9   |  |
| Campeonato de Wimbledon                | 3R                                                  | G                                                   | G                                                   | 2R                                                  | F                                                   | G                                                   | F                   | F            | CF           | SF           | SF           | F            | 3R           | CF           | A            | 4R           | 3 / 15 | 71–12  |  |
| US Open                                | A                                                   | 4R                                                  | SF                                                  | 4R                                                  | 2R                                                  | G                                                   | SF                  | 3R           | 4R           | 4R           | 1R           | SF           | A            | A            | A            | A            | 1 / 11 | 37–10  |  |
| Win–Loss                               | 6–2                                                 | 11–3                                                | 16–2                                                | 11–4                                                | 10–3                                                | 22–2                                                | 15–4                | 20–3         | 9–3          | 9–4          | 5–2          | 13–4         | 9–1          | 4–2          | 0–0          | 3–1          | 6 / 46 | 163–40 |  |
| Year-End Championships                 |                                                     |                                                     |                                                     |                                                     |                                                     |                                                     |                     |              |              |              |              |              |              |              |              |              |        |        |  |
| Tenis Masters Cup                      | A                                                   | F                                                   | F                                                   | RR                                                  | G                                                   | F                                                   | SF                  | RR           | G            | A            | F            | G            | F            | A            | A            | A            | 3 / 11 | 36–13  |  |
| WCT Finals                             | A                                                   | A                                                   | F                                                   | A                                                   | G                                                   | A                                                   | No Celebrado        | No Celebrado | No Celebrado | No Celebrado | No Celebrado | No Celebrado | No Celebrado | No Celebrado | No Celebrado | No Celebrado | 1 / 2  | 5–1    |  |
| Win–Loss                               | 0–0                                                 | 3–1                                                 | 6–2                                                 | 1–2                                                 | 7–1                                                 | 4–1                                                 | 3–1                 | 2–1          | 4–1          | 0–0          | 4–1          | 4–1          | 3–2          | 0–0          | 0–0          | 0–0          | 4 / 13 | 41–14  |  |
| Masters Series ( Super 9 tournaments ) |                                                     |                                                     |                                                     |                                                     |                                                     |                                                     |                     |              |              |              |              |              |              |              |              |              |        |        |  |
| Indian Wells                           | Estos Torneos No Eran Eventos Super 9 Antes de 1990 | Estos Torneos No Eran Eventos Super 9 Antes de 1990 | Estos Torneos No Eran Eventos Super 9 Antes de 1990 | Estos Torneos No Eran Eventos Super 9 Antes de 1990 | Estos Torneos No Eran Eventos Super 9 Antes de 1990 | Estos Torneos No Eran Eventos Super 9 Antes de 1990 | SF                  | A            | A            | A            | A            | SF           | 2R           | A            | A            | A            | 0 / 3  | 6–3    |  |
| Key Biscayne                           | Estos Torneos No Eran Eventos Super 9 Antes de 1990 | Estos Torneos No Eran Eventos Super 9 Antes de 1990 | Estos Torneos No Eran Eventos Super 9 Antes de 1990 | Estos Torneos No Eran Eventos Super 9 Antes de 1990 | Estos Torneos No Eran Eventos Super 9 Antes de 1990 | Estos Torneos No Eran Eventos Super 9 Antes de 1990 | 2R                  | 2R           | 4R           | 2R           | 2R           | A            | A            | A            | A            | 2R           | 0 / 6  | 6–5    |  |
| Montecarlo                             | Estos Torneos No Eran Eventos Super 9 Antes de 1990 | Estos Torneos No Eran Eventos Super 9 Antes de 1990 | Estos Torneos No Eran Eventos Super 9 Antes de 1990 | Estos Torneos No Eran Eventos Super 9 Antes de 1990 | Estos Torneos No Eran Eventos Super 9 Antes de 1990 | Estos Torneos No Eran Eventos Super 9 Antes de 1990 | CF                  | F            | 3R           | 1R           | A            | F            | 3R           | 1R           | CF           | 2R           | 0 / 9  | 16–8   |  |
| Roma                                   | Estos Torneos No Eran Eventos Super 9 Antes de 1990 | Estos Torneos No Eran Eventos Super 9 Antes de 1990 | Estos Torneos No Eran Eventos Super 9 Antes de 1990 | Estos Torneos No Eran Eventos Super 9 Antes de 1990 | Estos Torneos No Eran Eventos Super 9 Antes de 1990 | Estos Torneos No Eran Eventos Super 9 Antes de 1990 | A                   | A            | A            | 3R           | F            | A            | A            | 3R           | A            | A            | 0 / 3  | 8–3    |  |
| Hamburgo                               | Estos Torneos No Eran Eventos Super 9 Antes de 1990 | Estos Torneos No Eran Eventos Super 9 Antes de 1990 | Estos Torneos No Eran Eventos Super 9 Antes de 1990 | Estos Torneos No Eran Eventos Super 9 Antes de 1990 | Estos Torneos No Eran Eventos Super 9 Antes de 1990 | Estos Torneos No Eran Eventos Super 9 Antes de 1990 | F                   | A            | SF           | 3R           | 1R           | 1R           | 3R           | 3R           | 1R           | A            | 0 / 8  | 10–8   |  |
| Canadá                                 | Estos Torneos No Eran Eventos Super 9 Antes de 1990 | Estos Torneos No Eran Eventos Super 9 Antes de 1990 | Estos Torneos No Eran Eventos Super 9 Antes de 1990 | Estos Torneos No Eran Eventos Super 9 Antes de 1990 | Estos Torneos No Eran Eventos Super 9 Antes de 1990 | Estos Torneos No Eran Eventos Super 9 Antes de 1990 | A                   | A            | A            | 3R           | A            | A            | A            | A            | A            | A            | 0 / 1  | 1–1    |  |
| Cincinnati                             | Estos Torneos No Eran Eventos Super 9 Antes de 1990 | Estos Torneos No Eran Eventos Super 9 Antes de 1990 | Estos Torneos No Eran Eventos Super 9 Antes de 1990 | Estos Torneos No Eran Eventos Super 9 Antes de 1990 | Estos Torneos No Eran Eventos Super 9 Antes de 1990 | Estos Torneos No Eran Eventos Super 9 Antes de 1990 | A                   | SF           | A            | A            | 3R           | 1R           | A            | A            | A            | A            | 0 / 3  | 4–3    |  |
| Masters de Madrid                      | Estos Torneos No Eran Eventos Super 9 Antes de 1990 | Estos Torneos No Eran Eventos Super 9 Antes de 1990 | Estos Torneos No Eran Eventos Super 9 Antes de 1990 | Estos Torneos No Eran Eventos Super 9 Antes de 1990 | Estos Torneos No Eran Eventos Super 9 Antes de 1990 | Estos Torneos No Eran Eventos Super 9 Antes de 1990 | G                   | G            | CF           | 3R           | G            | 3R           | G            | 2R           | 3R           | A            | 4 / 9  | 27–5   |  |
| París                                  | Estos Torneos No Eran Eventos Super 9 Antes de 1990 | Estos Torneos No Eran Eventos Super 9 Antes de 1990 | Estos Torneos No Eran Eventos Super 9 Antes de 1990 | Estos Torneos No Eran Eventos Super 9 Antes de 1990 | Estos Torneos No Eran Eventos Super 9 Antes de 1990 | Estos Torneos No Eran Eventos Super 9 Antes de 1990 | F                   | 2R           | G            | CF           | CF           | F            | 1R           | 2R           | 1R           | A            | 1 / 9  | 19–7   |  |
|                                        |                                                     |                                                     |                                                     |                                                     |                                                     |                                                     |                     |              |              |              |              |              |              |              |              |              |        |        |  |
| Year End Rankings                      | 66                                                  | 6                                                   | 2                                                   | 5                                                   | 4                                                   | 2                                                   | 2                   | 3            | 5            | 11           | 3            | 4            | 6            | 62           | 69           | 131          |        |        |  |